# 望月右内

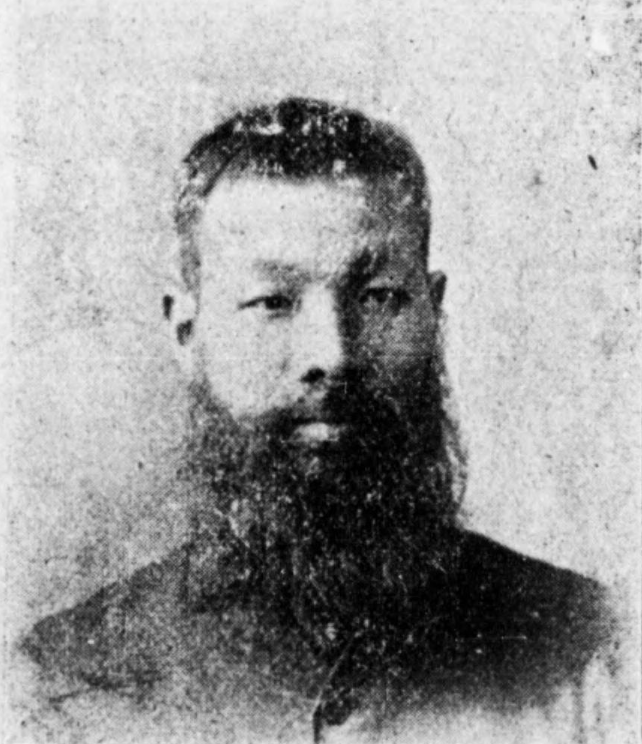
望月右内

望月 右内（もちづき うない、1858年7月2日（安政5年5月22日）– 1917年（大正6年）1月28日）は、明治・大正期の実業家、政治家。衆議院議員。

## 経歴
紀伊国伊都郡、のちの和歌山県伊都郡見好村（現かつらぎ町）で、豪農・望月嘉八郎の長男として生まれる。上田釆女の塾で学んだ。
1873年（明治6年）第四大区五小区役場書記に就任。その後、兄井村総代、兄井・三谷・寺尾・平沼田・皮張五カ村戸長、伊都郡書記を歴任。1883年（明治16年）6月、補欠選挙で和歌山県会議員に選出され、1884年（明治17年）寺尾村外十三カ村戸長に就任したため県会議員を退任。1886年（明治19年）補欠選挙で県会議員に再選され、その後1888年（明治21年）、1892年（明治25年）に再選され、1894年（明治27年）3月に辞任するまで在任。この間、常置委員、県会議長を務めた。
1894年（明治27年）3月、第3回衆議院議員総選挙で和歌山県第2区から出馬して初当選。以後、第4回、第7回から第10回総選挙まで和歌山県から選出され、1912年（明治45年）5月の第11回総選挙では東京府郡部から選出され、衆議院議員を通算7期務めた。この間、立憲政友会協議員、同院内幹事などを務めた。
1892年（明治25年）紀和鉄道期成同盟会委員として上京し、同年9月に設立された鉄道同志会に加わり、その後会頭に就任。1894年、衆議院議員に選出後、鉄道会議議員に就任。同年6月の第6回帝国議会で鉄道関連法案の議決に尽力し、その後も帝国議会で鉄道建設を推進する活動を行った。紀和鉄道が創立され、1898年（明治31年）1月に取締役となり、その後社長を務めた。第25帝国議会に帝国鉄道会計法の改正案が提出されると、衆議院の特別委員会委員長として法案の成立に尽力した。
また、1904年（明治37年）東京電燈に入り、水力部長、支配人、常務取締役、取締役副社長を歴任した。
腎臓炎で療養中、1917年1月、東京府豊多摩郡中野町の自宅で死去した。

## 親族
- 長男 望月政友（衆議院議員）[5]

## 脚註